# Oh Na Na
Oh Na Na è un singolo della cantante statunitense Camila Cabello, del cantante portoricano Myke Towers e del produttore discografico statunitense Tainy, pubblicato il 29 ottobre 2021.

## Tracce
Testi e musiche di Tainy, Camila Cabello, Ilya Salmanzadeh, Savan Kotecha, Alejandro Borrero, Ivanni Rodríguez, Myke Towers e Rickard Goranssonand.
Download digitale
1. Oh Na Na – 3:23

Download digitale – versione estesa
1. Oh Na Na (Extended Version) – 3:40

## Classifiche
| Classifica (2021) | Posizione massima |
| ----------------- | ----------------- |
| Portogallo        | 193               |
| Spagna            | 51                |